# Иванькович, Моисей Моисеевич
Моисе́й Моисе́евич Иванько́вич (26 сентября [9 октября] 1909, Пушкино, Московская губерния — не позднее 29 июня 1985) — советский легкоатлет (бег на длинные дистанции) и лыжник, чемпион и призёр чемпионатов СССР по лёгкой атлетике, рекордсмен СССР, Заслуженный мастер спорта СССР (1943).

## Биография
Увлёкся спортом в 1932 году во время службы в Белорусском военном округе. Тренировался под руководством Арне Кивекяса. Выступал за клубы «Красная Армия» (Смоленск) и «Локомотив» (Москва). Четырежды становился победителем международного кросса на призы газеты «Юманите» в командном зачёте.
Участник Великой Отечественной войны, разведчик-подрывник Отдельной мотострелковой бригады особого назначения НКВД СССР.

### Смерть
Трагически погиб в июне 1985 года[уточнить].

## Награды
Был награждён двумя орденами Великой Отечественной войны I степени, медалями «За отвагу» (1944), «Партизану Отечественной войны» I (1944) и II степеней.

## Спортивные результаты

### Соревнования

#### Первенства страны
| Год  | Город   | Дата                  | Дистанция   | Результат   | Место |
| ---- | ------- | --------------------- | ----------- | ----------- | ----- |
| 1934 | Москва  | 1—6 августа[уточнить] | 5000 м      | 15.57,8     | III   |
| 1934 | Москва  | 6 августа             | 10 000 м    | 33.14,2     | III   |
| 1935 | Москва  | 12 сентября           | 5000 м      | 15.32,0     | I     |
| 1936 | Москва  | 24 августа            | 10 000 м    | 32.20,3     | II    |
| 1937 | Москва  | 20—24 августа         | 10 000 м    | 32.11,4     | I     |
| 1938 | Харьков | 6—12 сентября         | 5000 м      | 15.09,4     | II    |
| 1938 | Харьков | 12 сентября           | 10 000 м    | 31.17,8 PB  | II    |
| 1938 | Москва  | 6 июня                | кросс 8 км  | 26.17,6     | I     |
| 1939 | Харьков | 24—30 августа         | 5000 м      | 15.05,2 PB  | III   |
| 1940 | Москва  | 25—30 августа         | 10 000 м    | 31.39,0     | III   |
| 1940 | Москва  | 30 августа            | часовой бег | 18 168 м PB | II    |
| 1945 | Москва  | 9—16 сентября         | 10 000 м    | 32.31,4     | III   |

#### Кросс Юманите
| Год  | Дата       | Город     | Дистанция | Результат           | Место               |
| ---- | ---------- | --------- | --------- | ------------------- | ------------------- |
| 1935 | 3 февраля  | Ла-Курнёв | 8 км      |                     | III (личный зачёт)  |
| 1935 | 3 февраля  | Ла-Курнёв | 8 км      | 10                  | I (командный зачёт) |
| 1937 | 14 февраля | Ла-Курнёв | 9100 м    | 28.55               | III (личный зачёт)  |
| 1937 | 14 февраля | Ла-Курнёв | 9100 м    | I (командный зачёт) |                     |
| 1938 | 20 февраля | Ла-Курнёв | 10 400 м  | 34.52⅖              | III (личный зачёт)  |
| 1938 | 20 февраля | Ла-Курнёв | 10 400 м  | I (командный зачёт) |                     |
| 1939 | 19 февраля | Ла-Курнёв | 10 400 м  | 35.03               | II (личный зачёт)   |
| 1939 | 19 февраля | Ла-Курнёв | 10 400 м  | I (командный зачёт) |                     |

1. ↑  Состав команды: Серафим Знаменский — 1; Георгий Знаменский — 2; Моисей Иванькович — 3; Александр Маляев — 4
2. ↑  Состав команды: Серафим Знаменский — 1; Георгий Знаменский — 2; Моисей Иванькович — 3; Григорий Потемин — 11
3. ↑  Состав команды: Серафим Знаменский — 1; Георгий Знаменский — 2; Моисей Иванькович — 3; Пётр Степанов — 4
4. ↑  Состав команды: Моисей Иванькович — 2; Георгий Знаменский — 3; Александр Пугачевский — 4; Серафим Знаменский — 5

### Всесоюзные рекорды
| Дистанция     | Время     | Город   | Дата              |
| ------------- | --------- | ------- | ----------------- |
| 10 000 метров | 31.44,0   | Москва  | 14.9.1937         |
| 15 000 метров | 49.02,6   | Москва  | 16.9.1937         |
| 15 000 метров | 48.44,2   | Тбилиси | октябрь 1939 года |
| 20 000 метров | 1:06.29,6 | Москва  | 16.9.1937         |
| Часовой бег   | 18 157    | Москва  | 16.9.1937         |